# Décembre 1940
Les événements concernant la Seconde Guerre mondiale sont détaillés dans l'article Décembre 1940 (Seconde Guerre mondiale).

## Événements
- La Thaïlande pénètre au Laos et s'empare de Pak Lay et de Champassak.
- Premier vol du bombardier en piqué japonais Yokosuka D4Y.

- 1er décembre :
  - France : Christian Pineau fait paraître Libération Nord.
  - Manuel Ávila Camacho (PRM) est élu président de la République du Mexique (fin en 1946) contre le candidat du PAN, Juan Andreu Almazán.

- 2 décembre, France : création de la corporation paysanne.

- 3 décembre : création de la Délégation en Pologne du gouvernement en exil avec Cyryl Ratajski à sa tête.

- 4 décembre : au Royaume-Uni est décrétée la mobilisation des femmes.

- 8 décembre : en Libye, début de l'Opération Compass britannique dirigée par le général Archibald Wavell.

- 11 décembre :
  - La Grèce envahit l’Albanie contrôlée par l'Italie.
  - Canada : feuilleton Jeunesse dorée.

- 13 décembre :
  - Pétain révoque Pierre Laval qui est placé en résidence surveillée. Pierre-Étienne Flandin succède à celui-ci comme vice-président du Conseil et devient aussi ministre des Affaires étrangères.
  - Hitler signe des directives pour préparer l’opération Marita, (attaquer la Grèce et la Yougoslavie à partir de bases situées en Bulgarie).

- 15 décembre : le groupe du Réseau du musée de l'Homme publie le premier numéro du journal « Résistance ».

- 18 décembre :
  - Hitler fixe les plans de l’opération Barbarossa contre l’URSS.
  - Premier vol réussi du missile air-sol radioguidé Henschel Hs 293 A.
  - Premier vol du bombardier en piqué américain Curtiss SB2C Helldiver.
  - Premier vol du bimoteur d'entrainement avancé Bloch MB.800 P3.

- 22 décembre (Royaume-Uni) : Anthony Eden prend le portefeuille des Affaires étrangères et succède à lord Halifax, nommé ambassadeur à Washington.

- 23 décembre :
  - Jacques Bonsergent est exécuté pour s’être rendu coupable d’un « acte de violence envers un membre de l’armée allemande ».
  - Chine : dissolution des organisations communistes sur ordre de Tchang Kaï-chek.

- 25 décembre : rencontre Hitler-Darlan à Beauvais.

- 29 décembre : très violents bombardements de Londres.

## Naissances
- 1er décembre : Richard Pryor, acteur († 10 décembre 2005).
- 2 décembre : Andrey Lekarski, peintre et sculpteur.
- 3 décembre : Kishin Shinoyama, photographe japonais († 4 janvier 2024).
- 12 décembre : 
  - Dionne Warwick, chanteuse.
  - Arnaldo Jabor, réalisateur brésilien († 15 février 2022).
- 14 décembre :
  - Henri Dès, auteur-compositeur-interprète suisse.
  - Paco Camino, matador espagnol († 29 juillet 2024).
- 15 décembre : Efraín Girón, matador vénézuélien.
- 17 décembre :
  - Édika, dessinateur de bandes dessinées humoristiques.
  - Anna Prucnal, actrice et chanteuse polonaise.
- 21 décembre : Frank Zappa, auteur-compositeur-interprète-guitariste américain († 4 décembre 1993).
- 22 décembre : Nasser al-Mohammed al-Sabah, Ancien Premier ministre du Koweït.
- 23 décembre : Mamnoon Hussain, Homme d'affaires et homme d'État pakistanais († 14 juillet 2021).
- 24 décembre : Anthony Fauci, immunologue américain.
- 26 décembre : Edward C. Prescott, économiste américain et prix Nobel d'économie 2004 († 6 novembre 2022).
- 30 décembre : Sergio Bitar,homme politique chilien.
- 31 décembre : Tim Considine, acteur, scénariste et réalisateur américain († 3 mars 2022).

## Décès
- 5 décembre : Wilfred Lucas, acteur.
- 11 décembre : Fernand Cocq, homme politique belge (° 5 juillet 1861).
- 21 décembre : Francis Scott Fitzgerald, romancier américain.
- 29 décembre : Alberto Balderas, matador mexicain (° 8 octobre 1910).
- 30 décembre : Joseph Malègue romancier français et théologien catholique.